# Arne Ericson

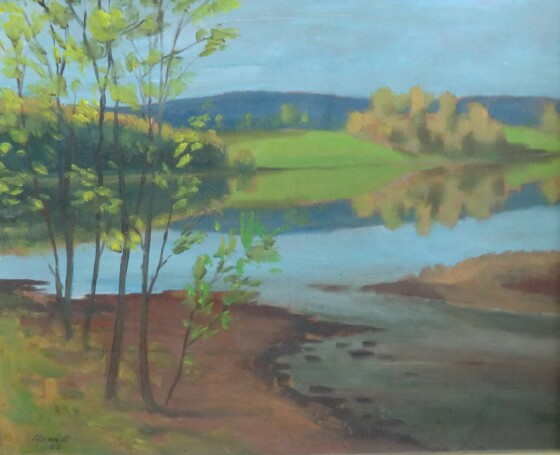
Målning av värmlandskonstnären Arne Ericson, 1946. Landskap – Utan titel.

Karl Arne Elon Ericson (Eriksson) född 14 januari 1904 i Mölnbacka i Värmland, död där 27 oktober 1971, var en svensk målare med stor produktion. 
Ericson studerade vid Carl Fredrikssons målarskola i Stockholm.  
Ericson ställde ut separat i Östersund 1947, han har även medverkat i samlingsutställningar med Värmlands konstnärsförbund 1927, De sjus utställning i Stockholm 1928 samt med Värmlands konstförening 1936–1944.

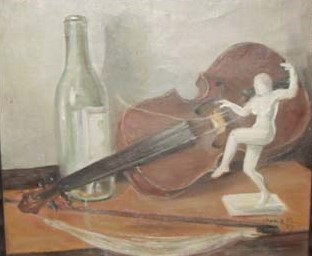
Arne Eriksson – 1927. Stilleben – Olja på duk. Storlek: 23x27 cm

Hans konst består av landskapsskildringar, stilleben och porträtt i ett ganska hårt färgspråk. Han har skapat några fantastiska målningar, med lite olika karaktär, men var dock ojämn i kvalitén.
Flera av hans målningar visas i Mölnbacka Bygdegård.